# Rola (Dobra)
Rola – część wsi Dobra w Polsce, położona w województwie małopolskim, w powiecie limanowskim, w gminie Dobra.
W latach 1975–1998 Rola administracyjnie należała do województwa nowosądeckiego.